# Denis Caniza
Denis Ramón Caniza Acuña (ur. 29 sierpnia 1974 w Bella Vista Amambay) – paragwajski piłkarz grający na pozycji lewego lub środkowego obrońcy.

## Kariera klubowa
Caniza pochodzi z Asunciónu i jest wychowankiem tamtejszego Club Olimpia. W 1994 roku zadebiutował w drużynie seniorskiej w rozgrywkach ligi paragwajskiej. Niedługo potem zaczął grać w pierwszym składzie, a w 1995 roku sięgnął po swój pierwszy tytuł mistrza Paragwaju. Kolejny sukces Caniza osiągnął 2 lata później, gdy po raz drugi został mistrzem kraju, a w latach 1998 i 1999 powtórzył to osiągnięcie. Latem 1999 Denis przeszedł do argentyńskiego Club Atlético Lanús, gdzie stał się podstawowym zawodnikiem, jednak drużyna ta nie była czołowym klubem Argentyny i plasowała się w środku tabeli. W 2001 roku Caniza odszedł z zespołu i wyjechał do Meksyku by grać w tamtejszym Santos Laguna Torreón. Spotkał tam m.in. swojego rodaka Luisa Romero. W 2002 roku dotarł do półfinałów play-off fazy Clausura, podobnie jak w Apertura. Jednak w sezonie 2003/2004 klub nie osiągnął większego sukcesu, ale wystartował w rozgrywkach Copa Libertadores. Sezon 2004/2005 także był nieudany, toteż latem 2005 Caniza zmienił barwy klubowe i został zawodnikiem Cruz Azul. Tam spędził rok, a już w 2006 przeszedł do Atlasu Guadalajara, ale w play-off odpadał już po pierwszej rundzie.
| Sezon   | Klub                  | Kraj      | Rozgrywki                                | Mecze | Bramki |
| ------- | --------------------- | --------- | ---------------------------------------- | ----- | ------ |
| 1994    | Club Olimpia          | Paragwaj  | Primera división paraguaya               | ?     | ?      |
| 1995    | Club Olimpia          | Paragwaj  | Primera división paraguaya               | ?     | ?      |
| 1996    | Club Olimpia          | Paragwaj  | Primera división paraguaya               | ?     | ?      |
| 1997    | Club Olimpia          | Paragwaj  | Primera división paraguaya               | 26    | 1      |
| 1998    | Club Olimpia          | Paragwaj  | Primera división paraguaya               | ?     | ?      |
| 1999    | Club Olimpia          | Paragwaj  | Primera división paraguaya               | ?     | ?      |
| 1999/00 | Club Atlético Lanús   | Argentyna | Primera División                         | 31    | 0      |
| 2000/01 | Club Atlético Lanús   | Argentyna | Primera División                         | 29    | 1      |
| 2001/02 | Santos Laguna Torreón | Meksyk    | Primera División                         | 31    | 2      |
| 2002/03 | Santos Laguna Torreón | Meksyk    | Primera División                         | 33    | 5      |
| 2003/04 | Santos Laguna Torreón | Meksyk    | Primera División                         | 29    | 0      |
| 2004/05 | Santos Laguna Torreón | Meksyk    | Primera División                         | 31    | 0      |
| 2005/06 | Cruz Azul             | Meksyk    | Primera División                         | 33    | 0      |
| 2006/07 | Atlas Guadalajara     | Meksyk    | Primera División                         | 33    | 1      |
| 2007/08 | Cruz Azul             | Meksyk    | Primera División                         |       |        |
|         |                       |           | Łącznie w argentyńskiej Primera División | 60    | 1      |
|         |                       |           | Łącznie w meksykańskiej Primera División | 190   | 8      |

## Kariera reprezentacyjna
W reprezentacji Paragwaju Caniza zadebiutował 10 stycznia 1996 roku w wygranym 1:0 meczu z Ekwadorem. W 1998 roku został powołany do kadry na Mistrzostwa Świata we Francji. Był tam podstawowym zawodnikiem zespołu i wystąpił we wszystkich grupowych spotkaniach (zremisowanych 0:0 z Bułgarią i Hiszpanią oraz wygranym 3:1 z Nigerią), a także w 1/8 finału z Francją (0:1).
W 1999 roku Caniza zaliczył swój pierwszy turniej Copa América, którego gospodarzem był Paragwaj, jednak gospodarze dotarli do ćwierćfinału. Natomiast na Copa América 2001 w Kolumbii nie wyszedł z rodakami ze swojej grupy. W 2002 roku zaliczył Mistrzostwa Świata 2002, na których wystąpił w trzech grupowych meczach (zremisowanym 2:2 z RPA, przegranym 1:3 z Hiszpanią oraz wygranym 3:1 ze Słowenią) oraz w 1/8 finału, w której Paragwajczycy ulegli 0:1 Niemcom.
W 2006 roku Denis znalazł się w kadrze Aníbala Ruiza na Mistrzostwa Świata w Niemczech. Tam zaliczył 3 mecze: z Anglią (0:1), Szwecją (0:1) i Trynidadem i Tobago (2:0). Po tym turnieju ogłosił zakończenie reprezentacyjną karierę, ale po pewnym czasie zmienił zdanie i wrócił do kadry.
W 2010 roku z reprezentacją wyjechał na Mistrzostwa Świata w RPA. Zagrał tam w bezbramkowym meczu z Nową Zelandią, stając się pierwszym w historii paragwajskim piłkarzem, którzy zaliczył występy na czterech turniejach mistrzowskich.